# Cosmosoma diplosticta
Cosmosoma diplosticta är en fjärilsart som beskrevs av Paul Dognin 1914. Cosmosoma diplosticta ingår i släktet Cosmosoma och familjen björnspinnare. Inga underarter finns listade i Catalogue of Life.